# 普朗克尺度

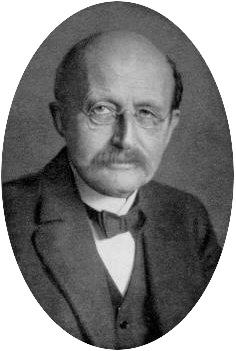
马克斯·普朗克

在粒子物理與物理宇宙學等領域中，普朗克尺度（Planck scale）是考虑引力的量子效应的尺度，涵盖多种物理量；此尺度比量子力学应用的尺度还要小很多，小到目前描述次原子粒子的量子场论變得不適用，而重力的不可重整化也成了問題。普朗克单位制属于一种自然單位制，此衡量物理量的定制，因紀念馬克斯·普朗克而得名。
例如普朗克尺度下的能量，是指約 1.22 × 1019GeV量級的能量尺度（能标）；依照質能等價原理，其相當於普朗克質量 2.17645 × 10−8千克。普朗克尺度也包括長度（普朗克长度）、時間（普朗克时间）的尺度。
在普朗克尺度中，重力的強度變得與其他基本作用力相當，理論物理學家也認為所有的基本作用力在此統合，雖然詳細的機制仍不清楚。普朗克尺度因此是量子重力效應不可忽略的尺度。待發展的量子重力理論則變得必要，目前的研究方案包括弦論、M理論、迴圈量子重力、非交換幾何、因果集以及p-adic數學物理。
| 物理量          | ! SI單位          |
| --------------- | ----------------- |
| 普朗克時間      | 5.39121 × 10−44 s |
| 普朗克質量      | 2.17645 × 10−8 kg |
| 普朗克長度 (ℓP) | 1.616252×10−35 米 |

## 理論概念
透過不確定原理，普朗克長度與普朗克能量相關聯。在這尺度下，大小與距離的概念崩解，量子不確定性變成絕對關鍵。黑洞的史瓦西半徑約略與這尺度下的康普頓波長相當，運用足夠能量的光子來探測普朗克尺度可能無法產生資訊；能精準測量普朗克尺度的光子，其能量會產生新的粒子，而這粒子（普朗克粒子）的質量又大到可產生黑洞，從而扭曲該區域的時空並吞噬該光子。也因此能調和廣義相對論與量子力學的量子重力理論才能完整地解釋這尺度下的物理。普朗克尺度的動力學對宇宙學也十分重要，原因是宇宙初誕生時期的尺度即是普朗克尺度，對宇宙演化過程有一定影響，這個時期稱為普朗克時期。

## 探測普朗克尺度的相關實驗
探測普朗克尺度動力學的實驗相當困難，這尺度的能量遠超過現行粒子加速器。另一個方向是天文學觀測，因為宇宙生成時期的能量尺度為普朗克尺度，而可能殘留一些證據可在今日觀察到，相關天文物理研究包括WMAP探測器，讓物理學家可以探究大霹靂後最初的兆分之一秒，此時期發生電弱相變。此時期離普朗克時期尚遠，更新的探測器包括Planck Surveyor、IceCube或可進一步發現更多的天文物理證據。
相對論性重離子對撞機的結果發現了夸克-膠子電漿的流體特性，大強子對撞機設施對於相關研究更能加強對普朗克尺度物理的認識。然而目前為止仍未有粒子物理實驗能精準地探測普朗克尺度物理，雖然如此，所獲得的實驗數據仍有意義，用以篩選可行宇宙暴脹理論，以及淘汰標準模型以外一些不適合的延伸理論。

## 外部連結
- （英文）The Planck scale: relativity meets quantum mechanics meets gravity （页面存档备份，存于） from 'Einstein Light' at UNSW
- （英文）The Planck Era （页面存档备份，存于） from U of Tennessee Astrophysics pages
- （英文）Higher-Dimensional Algebra and Planck-Scale Physics （页面存档备份，存于） by John C. Baez
- （英文）Six easy roads to the Planck scale （页面存档备份，存于）